# Головокружение (фильм)
«Головокруже́ние» (англ. Vertigo) — один из классических фильмов Альфреда Хичкока. Его жанр можно определить как триллер с элементами детектива. Сюжет основан на романе Буало и Нарсежака «Из царства мёртвых».
В фильме рассказано о полицейском по прозвищу Скотти, который вышел в отставку из-за депрессии и панического страха высоты, послужившего причиной гибели сослуживца. Эта психическая травма продолжает возвращаться в жизнь Скотти по мере того, как он выслеживает женщину, ведущую себя необъяснимым образом.
Фильм популяризовал спецэффект с одновременным наездом и отъездом камеры, который иногда также называют «эффектом головокружения» (Vertigo effect). «Головокружение» занимает первое место в списке величайших фильмов по версии Sight & Sound (по итогам опроса 846 кинокритиков, составляется с 1952 года) и в списке лучших детективов по версии Американского киноинститута.

## Сюжет
У детектива Джона «Скотти» Фергюсона из Сан-Франциско (Джеймс Стюарт) после трагической смерти коллеги-полицейского, свидетелем которой он стал, развивается акрофобия (боязнь высоты), и он подаёт в отставку из-за приступов страха и головокружений.
Вскоре Джона в качестве частного детектива нанимает его старый знакомый по колледжу Гэвин Элстер (Том Хелмор). Гэвин подозревает, что его жена, Мадлен Элстер (Ким Новак), душевнобольна, и просит Скотти следить за ней, Скотти неохотно соглашается. Мадлен рассматривает портрет Карлотты Вальдес, посещает её могилу, носит в точности такую же причёску, что была у Карлотты. Гэвин сообщает, что женщина, которой так подражает Мадлен, — её прабабушка, совершившая самоубийство. Скотти следует за ней до форта Пойнт, где Мадлен бросается в пролив Золотые Ворота, но детектив успевает её спасти. Джон привозит Мадлен в бессознательном состоянии к себе домой. Разговаривая по телефону с Гэвином, Скотти узнаёт, что Карлотта совершила самоубийство в 26 лет — столько же сейчас и Мадлен. Детектив влюбляется в загадочную незнакомку, хотя давно связан узами дружбы и привязанности с Мидж Вуд (Барбара Бел Геддес), с которой ранее был помолвлен.

Для того чтобы разгадать тайну происходящего с Мадлен, Скотти отвозит её в старую испанскую миссию Сан-Хуан-Баутиста, где с ней случается очередное помутнение рассудка: Мадлен убегает от Скотти на колокольню. Боязнь высоты не позволяет сыщику подняться вслед за ней, и он лишь видит в окно башни, как Мадлен падает на крышу церкви и погибает. Джон винит себя в смерти Мадлен. Чувство вины столь велико, что он попадает в психиатрическую лечебницу. Много позже, уже оправившись от шока, он вновь посещает те места, где когда-то бывала Мадлен. Однажды на улице он знакомится с Джуди Бартон, необычайно похожей на Мадлен. У неё другой цвет волос, она вульгарна по сравнению с Мадлен, но Джон неотступно следует за ней по пятам. 
В начале фильма, когда Стюарт следует за Мадлен на кладбище, мы придали ей таинственное, романтическое очарование с помощью съемки через фильтр. Отсюда зеленоватый колорит, похожий на туман на фоне яркого солнечного света. Позднее, когда Стюарт знакомится с Джуди, я решил, что она будет у нас жить в отеле «Эмпайр» на Пост-стрит, потому что там есть зеленая неоновая реклама, мелькающая за окном. Так что когда она выходит из ванной, зеленый отсвет придает её облику то же тонкое, призрачное обаяние.
Напуганная преследованием Джона Джуди пишет ему письмо, где признаётся, что она и есть Мадлен. Гэвин подкупил её, чтобы она сыграла роль его душевнобольной жены, на которую так похожа. Во флешбэке зритель видит, как Джуди, поднявшись на колокольню, встречает Гэвина, который сбрасывает тело своей жены. Акрофобия Джона не позволила бы ему подняться на колокольню, что сделало его идеальным подставным свидетелем. Однако Джуди, уже успевшая полюбить Джона, рвёт письмо, как только заканчивает его писать.
Джон одержим своей новой знакомой. Он подбирает ей причёску и платье, напоминающие причёску и платье Мадлен. Уступая его натиску из боязни потерять любимого, Джуди полностью преображается в Мадлен. После окончательного сближения Джуди надевает кулон, который некогда носила Мадлен. Скотти понимает истину. Вместо ужина он везёт её в Сан-Хуан-Баутисту и заставляет подняться на колокольню ещё раз, объясняя это тем, что должен освободиться от прошлого, сделав то, что не смог сделать в день смерти Мадлен. Джуди напугана и во всём сознаётся. Джон бросается на неё и тащит наверх, в пылу борьбы не замечая, как поднялся по лестнице на самый верх, сильные эмоции побеждают акрофобию, и он больше не боится высоты.
Джуди объясняет Скотти, что любит его. Ярость Скотти спадает, они обнимаются и целуются. Вдруг на ступенях слышатся шаги, входит монахиня. Джуди, напуганная смутно различимым «призраком» женщины, пятится назад и падает с башни. Скотти в шоке смотрит вниз, в то время как монахиня бьет в колокол.

## В ролях
- Джеймс Стюарт — Джон «Скотти» Фергюсон
- Ким Новак — Мадлен Элстер / Джуди Бартон
- Барбара Бел Геддес — Марджори «Мидж» Вуд
- Том Хелмор — Гэвин Элстер
- Эллен Корби — отельер
- Генри Джонс[англ.] — коронер
- Рэймонд Бэйли[англ.] — доктор Скотти
- Константин Шэйн — Поп Лейбел
- Ли Патрик — владелица машины, ошибочно принятая за Мадлен

## Сценарий
Хичкок давно с интересом следил за творчеством французских писателей Буало и Нарсежака. Он тщетно пытался выкупить права на экранизацию их романа «Та, которой не стало»; опередивший его французский режиссёр Анри-Жорж Клузо снял на основе этой истории классический триллер «Дьяволицы» (1954). Расхожее мнение о том, что роман «Из мира мёртвых» был написан французскими авторами специально для Хичкока, не подтверждается самим Нарсежаком. Сюжет романа перекликается с популярной в конце XIX века повестью «Мёртвый Брюгге».
Написание сценария для фильма с рабочим названием Darkling I Listen было поручено известному драматургу Максвеллу Андерсону. Хичкок остался результатом недоволен и обратился за помощью к профессиональному сценаристу Алеку Коппелю. Предложенный им вариант сценария также отправился в мусорную корзину.
Третий вариант сценария подготовил Сэмюэл Тейлор (1912—2000), которого Хичкоку рекомендовали как знатока топографии Сан-Франциско. Режиссёру понравилась его идея превратить фильм в своего рода путеводитель по Фриско. Именно на этом этапе в сценарии «Из мира мёртвых» (From Among the Dead) появилась полюбившаяся зрителям фигура Мидж. Несмотря на возражения Тейлора, Коппелю удалось доказать, что в окончательном сценарии сохранились его наработки. В титрах как сценаристы указаны оба.

## Подбор актёров
В интервью с Трюффо Хичкок рассказал, что роль Мадлен/Джуди предназначалась Вере Майлс, сыгравшей главную роль в его предыдущем фильме. Когда режиссёр неожиданно попал в больницу и съёмки были отложены, Майлс забеременела. После выхода из больницы Хичкоку пришлось срочно подбирать ей замену. Студия Columbia Pictures согласилась на участие в фильме Ким Новак (связанной со студией контрактом) при условии, что Джеймс Стюарт сыграет вместе с ней в комедии «Колокол, книга и свеча». В том же интервью с Трюффо режиссёр называет причиной неуспеха фильма у публики солидный возраст Стюарта, который, будучи ровно в два раза старше Новак, с трудом тянет на роль её возлюбленного. Тем не менее, Хичкок, уже не раз работавший со Стюартом, ценил его амплуа простого американца с улицы, с которым легко отождествляла себя публика. Ему нравилось работать со Стюартом ещё и по той причине, что тот без лишних вопросов выполнял его указания.
«Мисс Новак явилась на площадку с полным набором своих идей, чего я не выношу», — кипятился Хичкок. Он требовал от актрисы пустого, ничего не выражающего взгляда: «Проще воспринимать чистый лист бумаги, чем когда на нём накорябано что-то». Новак вспоминает, что режиссёр был «помешан» на её соответствии заранее подобранному образу, на опрятности её причёски. В то время неудобные, старомодные платья воспринимались ею как смирительная рубашка, лишь позднее она поняла, что психологический дискомфорт — основная характеристика её героини, ведь она пытается «влезть в чужую кожу». Чтобы подчеркнуть приземлённую вульгарность Джуди, на время съёмок она не надевала лифчик. Жалобы первых рецензентов на скованность Ким Новак перед камерой сменились осознанием того, что зажатость даже идёт её героине, которая в первой половине фильма вынуждена изображать из себя нечто статуарное, а во второй половине — боится неосторожным движением выдать свою тайну.

## Съёмки
Съёмки фильма проходили в период с 30 сентября по 19 декабря 1957 года в городе Сан-Франциско и на голливудской студии Paramount Pictures. Башня миссии Сан-Хуан-Баутиста показалась Хичкоку недостаточно впечатляющей, поэтому в студии была выстроена копия нужной ему высоты. Сцены на лестнице также снимались в студийном павильоне. Светло-серый костюм Мадлен был подобран из соображений психологического дискомфорта (блондинки почти никогда не носят этот цвет).
С точки зрения операторской техники сложнее всего было получить знаменитый кадр «головокружения» при взгляде Скотти вниз по лестнице. Вертикальная съёмка требовала использования подъёмника, что стоило немыслимых денег. «Почему бы не сделать макет лестницы, положить её на бок и снимать, отъезжая от неё? Можно обойтись без всякого подъёмника», — рассуждал Хичкок. Впервые использованное в этой сцене сочетание трансфокатора с откатом камеры получило в кинематографии название эффект «вертиго» или «транстрав» — эффект «раздвигающегося пространства». Пространство при этом одновременно приближается и удаляется, как будто подчиняясь логике кошмара.
Долгие споры среди создателей фильма породила идея Хичкока раскрыть обстоятельства гибели Мадлен в неотправленном письме (практически в середине фильма). Это было существенным отступлением от книги и сценария. «Мастер саспенса» был убеждён, что подлинное напряжение возникает только тогда, когда зрителю известно о происходящем несколько больше, чем главному герою.  По настоянию Хичкока на рассмотрение руководства студии были представлены обе версии фильма, причём версия с неотправленным письмом получила «зелёный свет» в самый последний момент.

## Начало и конец фильма
Легендарные, новаторские для своего времени титры, открывающие фильм, разработал Сол Басс. Уже на первых секундах в фильм вводятся ключевые мотивы зрения, падения, спирали. Женское лицо в титрах принадлежит не Ким Новак. На основе этих титров были разработаны афиши.
Первый кадр самого фильма почти абстрактен: горизонтальная линия на фоне ночного города. Сцена погони по крышам служит ёмкой экспозицией, вкратце сообщая зрителю всю вводную информацию — в каком городе происходит действие, чем занимается главный герой, какова непосредственная причина его психической травмы и ухода на покой. Мотив падения с высоты присутствует во многих фильмах Хичкока. В «Головокружении» не сказано, как герой смог выбраться из этого положения; зрителю даже может показаться, будто он продолжает находиться в подвешенном положении на протяжении всего фильма (на это указывал Робин Вуд).
В конце фильма титры и вовсе отсутствуют. Когда Скотти (и зрители) шокированы гибелью Джуди (резким переходом героев от счастья к несчастью), Хичкок даёт занавес. «Фильм должен закончиться на самой резкой ноте: чарующие тёмные образы внезапно вспыхивают белизной пустого экрана». Многие пытаются домыслить дальнейшее поведение главного героя. Судьба злодея Элстера также остаётся непрояснённой, что вызвало нарекания ревнителей кодекса Хейса (требовавшего, чтобы в любом фильме преступник понёс заслуженное наказание).
На случай возникновения цензурных затруднений было заготовлено послесловие Архивная копия от 1 июня 2017 на Wayback Machine: после гибели Джуди детектив возвращается в квартиру Мидж, когда она напряжённо слушает радионовости о преследовании Элстера полицией. Они молча смотрят в окно на ночной город. Подразумевается, что Скотти излечился от своей болезни и что отныне они с Мидж будут вместе. Эта сцена входит как бонус в современные издания фильма на DVD.

## Музыка
Музыка к фильму «Головокружение» — одна из наиболее прославленных работ Бернарда Херрманна. Отправной точкой для него послужила «Песня любви и смерти» из оперы «Тристан и Изольда».

Фильм Хичкока — об одержимости, то есть о возвращении раз за разом по кругу к исходной точке. Вот и музыка строится на кругах и спиралях — исполнение желаний чередуется с отчаянием.— Мартин Скорсезе

## Премьера и репутация
Премьера фильма состоялась в Сан-Франциско 9 мая 1958 года. В то время он был воспринят довольно прохладно. Газета Los Angeles Times сетовала на то, что Хичкок «затянул» традиционную детективную историю, из-за чего в ней образовались «провалы». Рецензент Variety, отметив «мастерство» режиссёра, был возмущён медленным развитием событий. Босли Краузера (The New York Times) смутило совершенное неправдоподобие сюжета. На премию Американской киноакадемии фильм был выдвинут всего в двух второстепенных (технических) номинациях.
В силу отсутствия счастливой развязки и общей пессимистичности «Головокружение» заметно уступает по зрительской популярности двум следующим работам Хичкока — «Психо» и «К северу через северо-запад». В этом фильме много такого, что не могут принять литературно и театрально, а не визуально ориентированные критики. Помимо подчёркивания сюжетных несообразностей, можно встретить жалобы, что «начальный диалог искусственно информативен и немыслимо затянут; актёры играют плоско и броско, на 45-й ряд балкона; диалоги невыразительны и написаны человеком, явно не обременённым литературным даром».
В течение первого десятилетия после выхода фильма он рассматривался как «середнячок» среди других работ режиссёра. Первым выше остальных работ Хичкока его поставил известный специалист по творчеству режиссёра Робин Вуд. Права на фильм были выкуплены самим режиссёром, и из-за различных юридических сложностей фильм долгое время нельзя было увидеть ни по телевидению, ни в кинотеатрах. Новые поколения зрителей смогли оценить «Головокружение» только в 1985 году. «Неизвестный шедевр Хичкока» был принят кинокритиками с восторгом. Это первый фильм Хичкока, включённый в Национальный реестр наиболее значимых фильмов (ещё в первый год его существования).
В августе 2012 г. журнал Британского киноинститута Sight & Sound объявил результаты самого масштабного в мире опроса кинокритиков, который проводится раз в 10 лет. По его итогам фильм Хичкока впервые за полвека сместил «Гражданина Кейна» с позиции величайшего фильма всех времён и народов. Дж. Хоберман объясняет это тем, что каждый киноман узнаёт в Скотти самого себя, ведь «Головокружение» — это фильм фильмов, фильм о безнадёжной, навязчивой любви к изображению, о своего рода фетишизации образа.

## Реставрация
В 1983 году фильм «Головокружение» после очистки и реставрации был впервые переиздан и повторно выпущен в прокат на 35-миллиметровой киноленте со стереозвуком. В 1996 году «Головокружение» было вновь выпущено в прокат после длительной реставрации, которая вызвала много споров. Под руководством Роберта Харриса и Джеймса Катца была скорректирована цветовая гамма выцветшего текниколора и практически перезаписана вся звуковая дорожка в DTS. Ключевой для понимания фильма изумрудно-зелёный оттенок был воссоздан, исходя из образца эмали автомобиля Мадлен, полученного в архиве Ford Motor Company. Несмотря на скрупулёзность проведённой реставрации, у неё нашлись свои противники, обвинявшие Катца и Харриса в искажении режиссёрского замысла.

## Нарратология
Как часто бывает у Хичкока, фабула «Головокружения» выстроена вопреки зрительским ожиданиям и правилам жанра. В нарушение законов триллера в «Головокружении» лишь одна динамичная сцена, и та помещена в самом начале. Вопреки всем детективным традициям сыщик не расследует убийство, ибо до самого конца не подозревает о том, что оно было совершено. Равным образом Хичкок порывает с условностями классического Голливуда, позволяя злодею остаться безнаказанным. Как и в «Психо», главная героиня погибает ещё в середине ленты. На протяжении первых 40 минут фильма она не произносит ни единого слова, при этом лишь раз её лицо дано крупным планом. Раздвоенность героини Новак раскрыта за треть до окончания фильма в соответствии с убеждением режиссёра о том, что зрителю должно быть известно больше, чем героям фильма, — именно это порождает саспенс.

Шок от смерти Мадлен в середине фильма рассеивается, когда осознаёшь нечто ещё более невероятное: она живёт под своим подлинным именем и работает в магазине заурядной продавщицей. Уж лучше пусть фарфоровая кукла Мадлен будет покойницей, чем оживёт как это вульгарное и не податливое в своей реальности существо. Мы узнаём сокровенные мысли Джуди, которые не хотим знать. Нам открывают глаза на криминальную интригу, о которой мы не хотим слышать. Нам дают понять, что она и вправду любит Скотти, и тогда мы понимаем, что она сделает всё на свете ради того, чтобы он полюбил её.— Дж. Хоберман
Уже первым рецензентам фильма бросилось в глаза, что даже по хичкоковским меркам сюжет «Головокружения» далёк от правдоподобия. С тезисом об абсурдности фабулы согласны почти все пишущие о фильме, а также сам режиссёр: «Муж собирался избавиться от жены, столкнув её с колокольни, — но почем он знал, что Джеймс Стюарт не одолеет лестницу? Потому что у него голова закружится? Да можно ли было на это рассчитывать!» Хичкок оговаривается, что в данном случае его интересовала «не фабула, а визуальная интерпретация истории».
Поклонники фильма полагают, что придираться к неправдоподобию сюжета такого фильма, — всё равно, что упрекать «Андалузского пса» в отсутствии логики, а древнегреческие мифы — в недостаточной реалистичности. Действительно, за фигурами Скотти и Мадлен угадываются не только частный детектив и роковая женщина (два неизбежных персонажа любого нуара), но и вневременные мифологемы — Пигмалион и Галатея, Тристан и Изольда, Орфей и Эвридика. В поведении героев столько сновидческого, что было высказано предположение, будто все изображённые события привиделись Скотти, пока он висел на крыше дома или падал вниз.

## Действующие лица
Драматической структуре «Головокружения» свойствен минимализм. Действующих лиц всего четверо: из них двое главных (мужчина и женщина — Скотти и Мадлен/Джуди) и двое второстепенных (мужчина и женщина — Элстер и Мидж). В последней трети фильма на экране и вовсе остаются только двое — Скотти и Джуди. У каждого из героев есть «социальная» маска, которая до поры до времени скрывает от зрителя его истинную природу. Сторонники психоанализа трактуют всех женских персонажей как проекции матери Скотти: раздвоение героини Ким Новак на божественную, недоступную Мадлен и «разбитную бабёнку» Джуди толкуется как проявление комплекса Мадонны и Блудницы, описанного ещё Фрейдом. Мидж — ещё одна ипостась матери: вечная забота о сыне, ожидание его возвращения домой. Тема матери и её гипертрофированного воздействия на психику ребёнка будет развита Хичкоком в трилогии «Психо» — «Птицы» — «Марни».

### Скотти
В фильме практически отсутствует информация о прошлом Скотти, что облегчает для зрителя самоотождествление с ним. Дожив до 50-летнего возраста, Скотти остаётся во многом «чистой доской». Он продолжает вереницу главных героев Хичкока с психическими отклонениями, не заметными и для окружающих, и для него самого. Весь фильм может пониматься как диагностика его психического состояния. Его ближайший предшественник — Джефф из «Окна во двор», которого сыграл тот же Стюарт. Профессия как Джеффа, так и Скотти связана с несчастьями и смертями. По ходу фильмов выясняется, что их интерес к этим темам носит характер не столько профессиональный, сколько иррациональный, — это глубоко запрятанная, сокровенная частица их личности. За фасадом непринуждённой и вполне успешной личности Джеффа таятся страх секса и вуайеризм, за фасадом Скотти с его акрофобией кроется тот же страх близости с реальной женщиной, перерастающий в обожание недостижимого идеала из далёкого прошлого:

Меня увлекли попытки героя воссоздать образ мёртвой женщины с помощью другой, живой. Попытки Стюарта как бы возродить умершую кинематографически показаны так, будто он скорее раздевает женщину, а не одевает её, как подсказывает нормальная логика. Проще говоря, мужчина хочет лечь в постель с женщиной, которая мертва. Это своего рода некрофилия.— Альфред Хичкок
Героиня Новак с самого начала представлена в профиль, неподвижной, разряженной в старомодные наряды, наподобие надгробного изваяния. Любовь Скотти к ней зарождается в магазине искусственных цветов и на кладбище. С самого начала эта страсть неразрывно сплетена со смертью. Неслучайно все романтические сцены сопровождает романтическая мелодия из вагнеровской Liebestod («Любовь в смерти») вкупе с зеленоватой, потусторонней дымкой. Попытки Скотти обратить Джуди в Мадлен порождены не только самонадеянным, несбыточным желанием мужчины обратить живую женщину в мечту, но и стремлением того, кто считает себя убийцей, воскресить жертву, искупив тем самым гложущую его вину.

### Джуди
Актриса Ким Новак говорит, что её привлекало в фильме сопротивление Джуди, «которая в каком-то смысле была мной», тому, чтобы из неё «слепили» гламурного, почти киношного персонажа. Её героиня больше всего на свете желает, чтобы её любили, и потому соглашается, чтобы её «переделали». Основной для неё вопрос — «Если я стану ею, ты полюбишь меня?»
Благодаря тому, что Хичкок раскрывает тайну смерти Мадлен задолго до конца фильма, зрителю становятся понятны мотивы действий Джуди и он поневоле начинает сочувствовать ей. Вместо хищницы она воспринимается как жертва. Если этого не происходит и зритель продолжает видеть в Джуди только объект, то он мало чем отличается от Скотти, способного воспринимать только внешнюю сторону вещей.
Трагизм фигуры Джуди в том, что она разрывается между разнонаправленными желаниями. С одной стороны, она страшится разоблачения, точнее — боится потерять любовь Скотти, когда он узнает о её причастности к гибели Мадлен. С другой стороны — она желает разоблачения, желает дать понять любимому, что она и обожаемая им Мадлен — одно и то же лицо. Возможно, именно по этой причине после близости со Скотти она пытается надеть то самое украшение, которое неопровержимо выдаст её тождество с Мадлен. Однако для Скотти простоватая продавщица из магазина — лишь сырьё, из которого можно слепить образ любимой. Он не замечает, что, превращая Джуди в Мадлен, убивает её личность. И даже когда «превращение» совершилось, он не в состоянии отогнать от себя мысль, что это лишь морок, лишь иллюзия.

## Зрительное решение
Смещения в психике главного героя предопределяют особенности мизансценирования и визуального построения кадра. Почти каждый план выстроен вопреки кинематографической традиции — таким образом, чтобы отфильтровать реальность глазами мужчины, навязчиво одержимого заветным женским образом. Когда Скотти первый раз видит Мадлен в ресторане, камера медленно следует за его взглядом справа налево. Мадлен в роскошном вечернем платье оказывается в верхнем левом углу кадра. Логика подсказывает, что камера должна приблизиться к ней, показать её крупным планом, — но тут аппарат застывает, сохраняя элемент загадки. После этого камера разворачивается и, как бы затягивая узел, по спирали возвращается обратно к Скотти. С его позиции показано, как Мадлен встаёт из-за стола, приближается — и проходит мимо.
По аналогии организованы и многие другие сцены: например, посещение старинного дома, где Скотти смотрит вверх на Мадлен с лужайки, а через пару минут меняется с ней местами. В начальных сценах несколько раз повторяется следующая мизансцена: один персонаж, стоя, смотрит вниз на того, кто сидит на полу или в кресле. Перепады по вертикали передаются и перемещением из интерьера в интерьер, которые размещены на разных уровнях многоэтажных зданий. Всеми средствами кинематографического языка Хичкок визуализирует и страх, и желание «падения» к смерти и сексуальности, как бы реализуя английскую метафору to fall in love («упасть в любовь», что значит «влюбиться»). Камера словно затягивает зрителя в глубь кадра. Головокружение и пространственная дезориентация достигают предела, когда, петляя вверх и (преимущественно) вниз по холмистым улицам Сан-Франциско вслед за призрачным автомобилем Мадлен, Скотти выруливает к собственному дому.
В визуальной ткани фильма преобладают мотивы спирали (винтовая лестница, завиток причёски), арки (на стене католической миссии, наверху колокольни, в судебном зале), обрамления (портрет в музее, зеркала в ресторане, подглядывание в магазине цветов, лицо Мадлен в окне гостиницы). Как и завёрнутая уроборосом сюжетная линия (от одного падения с высоты через второе к третьему), как спиралевидное кружение музыкальной темы, эти мотивы неизменно возвращают зрителя в исходную точку. В отличие от других триллеров, который ведут зрителя из точки А в точку Б, мир «Головокружения» вписан в порочный круг, из которого нет выхода.
Когда в конце фильма Джуди входит в гостиничный номер в наряде Мадлен, впервые за весь фильм фигура возникает из глубины кадра и движется на зрителя, который словно бы встречает её на пороге экрана. Когда влюблённые обнимаются, их чувства буквально расплавливают пространство и время: стены гостиничного номера теряют материальность и, повинуясь нахлынувшим воспоминаниям, на миг превращаются в интерьер католической миссии, где Скотти в последний раз обнимал Мадлен. Мотив спирали достигает здесь своего апофеоза:

Камера обречённо вращается вокруг пары влюблённых, напоминая завихрения в ночных кошмарах Скотти, и мы понимаем, что речь идёт о головокружительной тщетности наших желаний, о невозможности подогнать жизнь под свои лекала.— Роджер Эберт

## Интерпретации
- Фрейдистская: Согласно доктрине психоанализа, компульсивное повторение травмы[англ.] в тяжёлых случаях доходит до степени непреодолимого. В то же время повторение начальной травмы способно избавить субъекта от неё. Именно это и происходит со Скотти в конце фильма: он побеждает свою боязнь высоты, но ценой потери любимого человека[16].
- Марксистская: Скотти принадлежит к благополучному среднему классу. Как то свойственно буржуазии, объектом его фантазий становится представительница родовой аристократии с испанским именем, напоминающим о колониальном прошлом Калифорнии. Когда выясняется, что это едва ли не женщина лёгкого поведения, без гроша за душой, он не в состоянии принять её и пытается переделать на свой манер. В свою очередь, Скотти привлекателен для «пролетарской» Джуди главным образом потому, что стоит существенно выше её по классовой лестнице[15].
- Католическая: Скотти уподобил себя Богу, пытаясь переделать реальную женщину на свой лад, вогнать её в прокрустово ложе умозрительной конструкции. За нарушение законов природы он должен быть покаран. Монахиня в чёрном, которая является на вершину башни в последних кадрах фильма, в этой трактовке приравнивается к ангелу мщения или ангелу смерти[15]. Настоящий творец жестоко наказывает Скотти за его гордыню и прегрешения[17]. Последние слова фильма — «Господи, помилуй!»
- Готическая: Фильм Хичкока принадлежит к традиции американской готической литературы. Весь сюжет фильма представляет собой парафраз рассказа Эдгара По «Лигейя»[33]; имя Мадлен носит героиня его же рассказа «Падение дома Ашеров», которая возвращается к жизни из могилы, чтобы тут же умереть вновь[34]. Скотти принадлежит к плеяде романтических героев, которых поиски недостижимого на земле идеала приводят к катастрофе. Таков герой новеллы Готорна «Родимое пятно» (1843), который убивает жену в попытке очистить её тело от единственной меты несовершенства — родимого пятнышка на лице[30]. Подобно сочинениям этих писателей-романтиков, «Головокружение» не имеет ничего общего с реализмом[33]. В одной из сцен Мадлен в лучших традициях готической литературы испаряется из «запертой комнаты», в окне которой её только что видел Скотти[15][33][K 15].
- Мифологическая: История Скотти и Мадлен — современное воплощение укоренённых в архетипах человеческого сознания и оттого вечно актуальных образов Пигмалиона и Галатеи, Орфея и Эвридики[15].
- Сюрреалистическая: «В каком-то смысле „Головокружение“ подводит черту под тридцатью годами сюрреалистической образности. Фильму можно было бы дать подзаголовок „Ностальгия по бесконечному“[англ.] (де Кирико) или „Полуденные сети“ (Дерен): с классикой сюрреализма хичкоковский фильм сближают длинные послеполуденные тени, неотступное чувство тревоги, ужасающие проблески бездны, застылость фигур, ощущение эластичности времени, наполненные подтекстом символы, жутковатые портреты и общая фантастичность всего происходящего при ярком солнечном свете» (Дж. Хоберман)[16].
- Феминистская: В отличие от книги, в фильме Джуди вовсе не кукла в руках Скотти. Она активно сопротивляется идее превращения в Мадлен и уступает только из самоотверженной любви к детективу. Когда Джуди пишет письмо к Скотти, зритель впервые переносится на её точку зрения[15]. Из мраморного изваяния она становится живым человеком из плоти и крови. Однако среднестатистическому мужчине нужна не реальная женщина, а фантазийный объект, на который можно проецировать собственные желания. Он сначала идеализирует женщину, а потом наказывает её за несоответствие этому идеалу[15].
- Лакановская: Сюжет фильма отлично иллюстрирует лакановскую деконструкцию понятия романтической любви[15]. В лакановском учении любовь трактуется как самообольщение, связанное с приписыванием партнёру определённого места в символическом эдиповском треугольнике. Жижек обращает внимание на то, что в фильме Мадлен чаще всего показана в профиль, то есть мы видим не лицо Мадлен, а лишь половину её лица[29]. Скотти боится взглянуть на женщину прямо, ибо то, что он видит в своём воображении, для него более реально, чем физическая реальность. Поскольку за лицом субъекта кроется пустота реального[англ.], — рассуждает Жижек, — «мы непроизвольно стремимся заполнить это небытие нашими фантазиями о богатом внутреннем мире личности и т. д. Когда Джуди, переодетая в Мадлен, переступает порог, это словно воплощение фантазии. И конечно, мы знаем точное название для сбывшейся фантазии. Она именуется кошмаром»[29].
- Автобиографическая: Скотти подобен самому Хичкоку, который изводил своих актрис требованиями безусловного соответствия заранее сформулированному идеалу холодной и недоступной блондинки. За те же самые действия неудавшегося «режиссёра» Скотти в финале фильма ждёт жестокая расплата[K 16]. Выясняется, что истинным постановщиком его фильма является Элстер. Та грёза, которую Скотти считал своей, была выдумана другим[14]. Другой уже сделал с этой женщиной всё то, о чём Скотти только мечтал[14].
- Метакинематографическая: «Головокружение» трактуется как «самая неизгладимая в истории кино парабола объективированного желания» (Дэвид Энсен[англ.])[11], как «фильм о фильме, о восприятии фильмов, о состоянии безнадёжной, всепоглощающей любви к изображению» (Хоберман)[35]. Тема взаимоотношений творца и творения, заявленная Хичкоком в «Окне во двор», получает здесь дальнейшее развитие. «Восторженный взгляд героя Стюарта на созданный его воображением призрак мало чем отличается от положения зрителя, вглядывающегося в киноэкран» (Дэйв Кер)[36][K 17].

### Мнения и отзывы
- Роджер Эберт: «Мужчина, влюбившийся в женщину, которая не существует, клеймит позором реальную женщину, которая выдавала себя за неё. Между тем реальная женщина тоже влюбилась в него. Пытаясь обмануть его, она обманула себя. А мужчина, предпочтя свою грёзу той женщине, которая стоит перед ним, теряет обеих»[14].
- Славой Жижек: «Это история о том, как два человека, каждый по-своему, попадают в ловушку своей собственной игры видимостей. И для Мадлен, и для Скотти видимость одерживает верх над реальностью. Всё начинается как блеф, подделка, притворство, но тебя затягивает собственная игра. Чары красоты — это всегда маска, за которой скрывается кошмар. За образом роковой женщины стоит смерть»[29].
- Дэвид Денби: «Фантастичный в своей торжественности фильм о фетишизме. Скотти приходит в себя, как только он встречает на улице девицу, похожую на Мадлен. В этом месте „Головокружение“ становится положительно неприятным, так как теперь ясно, что Скотти пробуждается тогда, когда его обволакивает безумие. Его заклятие — вовсе не физическая слабость и даже не моральная, как представляется ему самому; это мечта другой личности, которая стремится вырваться наружу. Этот скучающий, сдержанный мужчина — трезвый рационалист в коричневом костюме и шляпе — таит внутри другого Скотти, который влюблён в смерть, влюблён в безумие. Когда он перестаёт обуздывать свою одержимость, то становится жестоким; в эти мгновения он способен на убийство. Он так жесток к Джуди потому, что она неспособна его возбудить до той поры, пока не сольётся с Мадлен»[31].
- Джим Хоберман: В конце фильма «вина не личная и искупаемая, а всеобщая и постоянная — вина каждого человека в отказе от реальности в пользу иллюзии. От этого нет противоядия. Возможно только душевное развитие, притом состоящее не в утопическом „рассеивании самообмана“, а в признании тёмных сил и страхов, что его питают, а также неустойчивости нашего положения, где грёзы всегда примешиваются к реальности»[16].
- Дэйв Кер: «„Головокружение“ всегда больше значило для кинокритиков и кинематографистов, чем для обычной публики. Это рассказ о страсти к кино, о страсти, которая не всегда является здоровой. Ведь это обожание иллюзорного и невыразимого, иными словами — бестелесного, фальшивого, пустого»[17].

## Награды и номинации
- 1959 — Премия «Оскар»[37]
  - Лучшие декорации (номинация)
  - Лучший звук (номинация)
- 1958 — Кинофестиваль в Сан-Себастьяне[38]
  - Приз лучшему режиссёру — Альфред Хичкок
  - Лучший актёр — Джеймс Стюарт

## Последующее признание
- Национальный реестр фильмов (1989)
- Рейтинги Американского института киноискусства:
  - 100 лучших американских фильмов за 100 лет по версии AFI (1998 — 61-е место, 2007 — 9 место)
  - 100 самых остросюжетных американских фильмов за 100 лет по версии AFI (2001) — 18-е место
  - 100 самых страстных американских фильмов за 100 лет по версии AFI (2002) — 18-е место
  - Лучшая музыка в американских фильмах за 100 лет по версии AFI (2005) — 12-е место
  - 10 лучших американских фильмов в 10 классических жанрах по версии AFI (2008) — лучший детектив

## Ремейки, версии, пародии
- По предположению Дж. Хобермана, первым фильмом, порождённым чарами «Головокружения», была знаменитая короткометражка Криса Маркера «Взлётная полоса» (1962), где главный герой навязчиво и с роковыми для себя последствиями пытается воссоздать мгновение заветной психической травмы[35][K 18].
- Роман «Из мира мёртвых» был повторно экранизирован квебекским телевидением в 1995 году под названием «Присутствие теней» (La Présence des ombres). Гораздо раньше, в 1962 году, тот же сюжет был адаптирован для китайской публики в Гонконге под названием Huihun Ye.
- Отдельные сцены «Головокружения» переосмыслены или спародированы в фильмах «Легенда о Лайле Клэр»[англ.] (1968), «Наваждение» (1976), «Страх высоты» (1977), «Грязная игра» (1978), «Двойник тела» (1984), «Основной инстинкт»[39][40](1992), «Жестокая игра» (1992), «12 обезьян» (1995)[41] и «Лучшее предложение» (2013).
- Сюжетная канва фильма легла в основу бразильской теленовеллы «Нежный яд» (1999). Авторы даже оставили пасхалку: одну из второстепенных героинь зовут Карлотта Вальдес.[42]
- В 2023 году сообщалось о разработке ремейка картины компанией Paramount Pictures[43].